# Crowdlearning
Crowdlearning (o crowdsourced learning) és un model d'aprenentatge al servei de la multitud on dues o més persones interactuen amb la finalitat d'obtindre un coneixement concret i resoldre un repte individual o col·laboratiu.

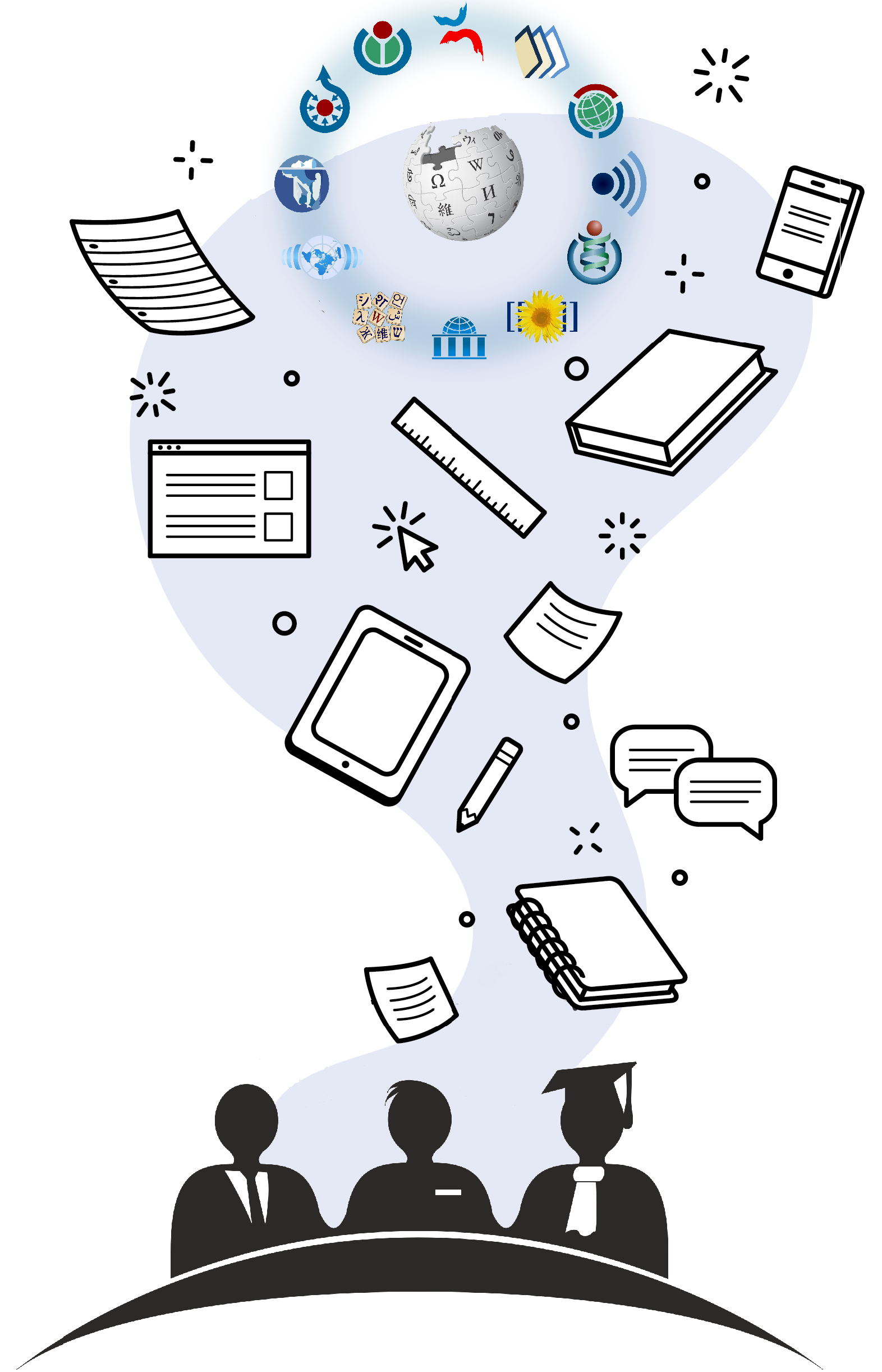
Logotip de la 'Campanya Inspirar' a la xarxa educativa canadenca Knowledge Networks en idioma anglès, i radicada a British Columbia.(10-01-2017)

## Definició i concepte
De l'anglès: "Crowd" (multitud) i "learning" (procés d'aprenentatge). Aquest mateix concepte en català s'anomena: aprenentatge col·laboratiu.
El crowdlearning també es pot anomenar crowdsourcing (aprovisionament de la multitud) en el seu enfocament derivat de l'economia de plataformes per a l'oferta i demanda de recursos didàctics.
En l'ensenyament es refereix a una situació d'aprenentatge en què dues o més persones intercanvien informació, aprenen o guanyen una major comprensió sobre algun tema en concret, resolent un problema o conjunt de problemes a partir de la publicació col·laborativa de continguts didàctics.
Aquesta situació d'aprenentatge es produeix en una plataforma col·laborativa creada per una institució, empresa o organització sense ànim de lucre amb el propòsit de fomentar la publicació de contingut sobre uns objectes d'aprenentatge concrets amb finalitats docents. Com a contraprestació, la institució, empresa o organització sense ànim de lucre obtindrà una retribució monetària, amb espècies o en forma de reconeixement per la seva contribució. Aquest mètode permet que tant la oferta (els professionals que divulguen contingut educatiu) i la demanda (alumnes interessats en aprendre certes habilitats) obtinguin beneficis i es creï una relació simbiòtica.
El crowdlearning no és un concepte nou, però les noves tecnologies de aprenentatge i del coneixement TAC van facilitar l'expansió del seu ús i la reducció del seu cost per intercanvi d'informació. La primera vegada que es va parlar de crowdsourcing o crowdlearning va ser publicat a The Wire Magazine en la seva edició del mes de juny de 2006.

## Orígens
Els orígens del crowdlearning es remunten a l'any 1994 quan Pierre Lévy va parlar de la intel·ligència col·lectiva com una forma d'intel·ligència basada en la formació de coneixement nou per part d'un col·lectiu. I posteriorment, va ser Derrick De Kerckhove al 1999 qui va reprendre el terme en el seu llibre "La pell de la cultura: investigant la nova realitat electrònica" (Barcelona, Gedisa, 1999).
El concepte de crowdlearning va estretament lligat als inicis de la web 2.0. ja que és en aquest context quan uns usuaris amb interessos comuns comencen a generar coneixement per a ser compartit i enriquit amb llurs participacions.
Skillshare va ser la primera plataforma de crowdlearning que va néixer als Estats Units a l'abril de 2011. El seu fundador, Mike Karnjanaprakorn, va recolectar més de 3 milions de dòlars i des de llavors la comunitat de professors i estudiants no ha parat de créixer. A Espanya, Universiu, que avui es coneix sota el nom EscuelaOnline, va ser la primera plataforma de crowdlearning en espanyol fundada per Juan Prego, juntament amb la consultora Actitud Creativa el 2012 com a evolució de l'escola corporativa en línia creada l'any 2009. El 2012 a Espanya neix Floqq, una plataforma que té com a objectiu el de democratitzar l'educació continua mitjançant l'oferta de cursos pràctics de lliure accés per a la reinserció laboral. Actualment també comptem amb la plataforma queaprendemoshoy que és l'evolució d'una comunitat que compartia coneixements per correu electrònic. Avui en dia, s'hi poden trobar més de 10,000 articles creats per persones provinents de més de 130 països.

## Principals característiques
- La participació no és obligada. Hi ha un principi de lliure contribució basant-se en el moment en què els usuaris se sentin preparats i amb la confiança en el fet que la seva contribució sigui valoradada apropiadament.[2]
- Es percep un fort recolzament per crear i compartir les creacions personals amb els altres.
- Cultura participativa (Sharism).[3] Es percep un cert tipus de connexió social entre els participants.
- Diversitat de continguts i habilitats a aprendre.
- Aprofitament del talent de les multituds.[4]
- Accessible mitjançant diferents dispositius tecnològics.
- Aprenentatge col·laboratiu.
- Aprenentatge formal i informal.
- Aprenentatge social.
- Cursos gratuïts.
- Desenvolupament del Pensament crític.
- Innovació educativa.
- Metodologia de l'aprenentatge del tipus learning by doing, de l'anglès Aprendre fent.

## Exemples projectes crowdlearning

### En el camp de l'Art i Cultura
- Projectes visuals: The exquisit Forest[5]
- Videoclip de fotogrames[6]

- Cor Virtual[7]

### En el camp de la investigació
- Projecte SLIC (software lliure)[8]

### En el camp de l'educació
- Khan Academy[9]

### En el camp Social
- Wikipedia

## Avantatges
La cultura participativa ha revolucionat la forma en la qual la societat s'expressa i alguns la consideren la clau per a desbloquejar tot el potencial d'aprenentatge. D'una banda, permet la ràpida cració d'informació sobre qualsevol qüestió i de l'altra, permet buscar respostes en temps real, aprofitar l'experiència de la resta de participants, resoldre problemes o desenvolupar projectes. La unió d'aquests dos factors constitueix el que coneixem com a coneixement col·laboratiu, obert i lliure. Alguns dels principals avantatges són els següents:
- Pràcticament no imposa cap barrera a l'expressió artística i fomenta el compromís cívic.
- Es percep un fort suport per a crear i compartir les creacions personals amb la resta.
- Els participants creuen que les seves contribucions són valorades.
- Els participants senten algun tipus de connexió social entre ells.
- És una solució per a la infoxicació.[12]
- Suposa una eina amb una gran accessibilitat i amb fàcil comprensió.
- Abarateix els costos respecte a altres plataformes d'aprenentatge en línia.
- Permet un treball peer-to-peer que enriqueix el coneixement.

## Inconvenients i crítiques
Les crítiques al crowdlearning fan referència a la falta de jerarquització i control dels continguts. A més a més, fa que aquest sistema sigui vulnerable al vandalisme digital. Tal com se cita en un dels principis del Connectivisme, quan l'aprenentatge resideix en dispositius humans, és vulnerable a intrusions d'agents informàtics i humans. Resulta difícil identificar els continguts reals davant la multitud d'aportacions que són descartables.

## El futur del crowdlearning
Des del sorgiment d'aquest terme en el 2011 s'han creat moltes plataformes arreu del món. Així, als Estats Units destaca Skillshare que va començar el 2012 amb 15 cursos i ara compta amb 5 milions d'estudiants i professors i més de 20.000 cursos. A Espanya queaprendemoshoy va començar amb un e-mail amb lliçons noves i avui en dia té més de 20.000 subscriptors i més de 10.000 articles En l'àmbit mundial destaca Wikipedia, que es va crear l'any 2001, en només un any (al 2002) ja comptava amb articles en 26 idiomes i, en l'actualitat, ja la conformen 400 milions d'usuaris registrats en tot el món i 47.000 milions d'articles publicats. I, en aquesta mateixa línia, hi podríem trobar infinitat d'exemples. Ara bé, no tots han tingut el mateix èxit que Wikipedia, com és el cas de Helpouts, creat per Google l'any 2013 i que es va tancar el 2015 per falta de col·laboradors i el seu breu creixement.
Per tant, la tendència va en augment però encara hi falten més estudis per a classificar les plataformes i demostrar l'efectivitat en l'ensenyament. Un exemple de classificació per a la posterior avaluació és:
- Format d'ensenyament que segueix
- Tipus de e-learning
- Tipus d'avaluació de la tasca
- Quina és l'assignació d'equip
- Tipus de comunicació
- Rol de la multitud
- Feedback
- Requisits d'inscripció
- Gratuït/Pagament
- Motius econòmics
- Crèdits universitaris

## Entorns d'aplicació
El crowdlearning té múltiples aplicacions en l'educació. L'evolució de les TAC (Tecnologies per a l'Aprenentatge i el Coneixement), l'accés a la xarxa des de diferents dispositius del tipus Smartphone, tablets, PC, l'accés a la informació des de qualsevol lloc i moment (núvol), l'augment dels recursos d'Educació Oberta i la possibilitat de connectar-se i compartir coneixements fa que cada vegada sigui més fàcil aprendre i construir coneixement
- Aula invertida o flipped Clasroom.
- MOOC
- PLE (Entorns personals d'aprenentatge)
- Aprenentatge basat en el joc
- Analítica d'aprenentatge. La informació i el rastre que cada persona deixa a la xarxa es pot utilitzar per a fer prediccions i personalitzar l'aprenentatge. A més a més també podem aconseguir.[18]
  - Realitzar itineraris personalitzats d'aprenentatge
  - Predir l'abandonament de l'acció formativa.
  - Procurar una millor adaptació de les assignatures.
  - Identificar necessitats d'aprenentatge.
  - Conèixer el comportament dels estudiants.
  - Optimitzar els recursos formatius.
  - Comptar la quantitat de visites a una pàgina o les vegade que s'ha vist un vídeo.
  - Aconseguir feedback en temps real.
  - Millorar la comunicació entre docents i discents i altres agents educatius.
  - Avaluar cursos o assignatures.

## Crowdlearning en el món digitalitzat
Amb l'introducció de les tecnologies a la vida quotidiana, ha aparegut la capacitat de poder descobrir i aprendre de forma lliure i individual; durant els inicis de l'era digital la popularització de fòrums virtuals com 4chan (actiu des de 2003) o Yahoo Respuestas (des de 2005), on es creaven xarxes de discussió i intercanvi de coneixements entre usuaris d'arreu del món, ja s'intuïa que Internet podria oferir una plataforma didàctica accesible a tot portador de dispositius electrònics. Internet ha esdevingut una eina didàctica on podem trobar tot tipus de contingut (de menor o major rigorositat acadèmica) i en qualsevol fromat possible (podcast, vídeos, articles, etc) que permet un catàleg infinit de possibilitats. Aquesta base ja unida per defecte a l'essència del món web va servir de referència per a grups d'emprenedors per a desenvolupar plataformes d'educació seguint en mètode crowdlearning: el 2011 Andrew Ng i Daphne Koller, acadèmics de la Universitat Stanford, van llançar Coursera, un programa web on es penjàven cursos de programació accesibles a qualsevol usuari registrat. El següent any ja contava amb la participació de les universitats de Michigan, Princeton i Pennsylvania i actualment (data 2020) compte amb 190 universitats a nivell mundial.